# Альперт Семен Аронович
Альперт Семен Аронович (нар. 26 березня 1923, м. Харків, Україна — пом. 1999) — український вчений-правознавець, кандидат юридичних наук з 1952, професор з 1985.

## Біографія
Народився 26 березня 1923 року в місті Харкові.
З 1941 по 1945 рр. брав участь у бойових діях на фронтах Німецько-радянської війни. У 1948 році закінчив Харківський юридичний інститут і був прийнятий до аспірантури, де під керівництвом професора М. М. Гродзинського у 1952 році захистив кандидатську дисертацію «Потерпілий у радянському кримінальному процесі». Вчене звання професора присвоєно у 1985 році.
Протягом 40 років займався педагогічною і науковою роботою. З 1953 року працював на кафедрі кримінального процесу, обіймаючи посади асистента, доцента, професора, завідувача кафедри (1982–1992).

## Наукова діяльність
Наукові інтереси були пов'язані з дослідженням актуальних проблем кримінального судочинства:
- принципів кримінального процесу
- правового статусу його суб'єктів
- теорії кримінально-процесуальних функцій
- низки питань доказового права

Особливу увагу він приділяв проблемі обвинувачення у кримінальному процесі. Підготував п'ять кандидатів юридичних наук. Має близько 100 наукових праць: «Учасники радянського кримінального процесу».